# 张志新
张志新（1930年12月5日—1975年4月4日），天津人，文化大革命受難者、中华人民共和国烈士。1975年4月4日被辽宁省革命委员会经过公开审判后处死，1979年被辽宁省沈阳市中级人民法院平反，中共辽宁省委追认她为革命烈士后开始闻名中国。她的监禁生涯从1969年到1975年一共持续了六年，直至被执行死刑。关于她的笔录目前尚未被中华人民共和国公安部公开。2019年中国官方将张志新列为“最美奋斗者”之一。

## 生平

### 早年
1930年12月5日，张志新出生在天津一个大学音乐教师家庭，父亲张玉藻曾参加辛亥革命，母亲郝玉芝是济南女子师范学校学生，家中有3个哥哥，3个妹妹。
1950年，张志新从天津市第一女子中学（今天津市海河中学）毕业，前往河北天津师范学院教育系学习。朝鲜战争爆发后，正在河北师范学院读书的张志新响应中共「抗美援朝，保家卫国」的号召，參加中国人民志愿军，进入军事干部学校学习。1950年，张志新在中国人民大学工作时认识后來的丈夫曾真。1951年1月，部队急需俄语翻译，张志新被从部队保送到中国人民大学俄语系 。
1952年，张志新提前毕业后留校，在俄语系资料室工作。那时，曾真任中国人民大学哲学系团委书记。1955年10月1日兩人結婚。1955年12月，张志新加入中国共产党。
1957年，他们夫妻同时被调往沈阳工作，均为中共辽宁省委机关干部，1962年，张志新被调到辽宁省委宣传部当干事。他们育有两名子女：女儿曾林林1956年出生，儿子曾彤彤1965年出生。

### 文革时期
1968年，張志新曾對同事透露自己對文化大革命「很多事情不能理解」，遭同事秘密舉報為反对文化大革命。不久，中共辽宁省委宣传部将张志新和3万多工作人员送到盘锦的干校学习改造。幹校指責張志新反对文化大革命，並成立專案組對其進行批鬥。张志新曾在批鬥會上说：「强迫自己把真理说成错误是不行的，让我投降办不到。人活着，就要光明正大，理直气壮，不能奴颜婢膝，低三下四。我不想奴役别人，也不许别人奴役自己。不要忘记自己是一个共产党员，不管出现什么情况，都要坚持正义，坚持真理，大公无私，光明磊落……」，並在批鬥會上對文革打擊劉少奇等大批幹部提出質疑，同時認為不應該對毛澤東進行個人崇拜。1969年9月18日，张志新以反革命罪被捕入狱
。

张志新在狱中堅稱自己無罪，並写下《一个共产党员的宣言》：
对关系党和国家前途命运的一些问题发表意见，提出看法，这是忠于党的表现，是一个普通党员对待路线斗争应尽的义务和权利。
张志新在监狱备受折磨，监狱工作人员用铁丝钳住她的舌头和嘴巴，把拖布往里面噻。她的双手被反铐在身后，背上背着18斤重的铁锤，脚上带着脚镣，辽宁省的政治官员多次在狱中殴打张志新，将其头发拔光。陈禹山称政治官员多次派遣男犯人对其实行强奸、轮奸。之后张志新写下遗书，准备自杀。被发现后严加监视，并且把她绑起来召开批斗会，批判她“以死向党示威对抗运动”。法院下达的离婚判决书送到监狱，张志新平静地说：「离不离婚，对我来说已经没有什么意义了。」
1970年5月，张志新被辽宁当局以「反对毛泽东主席、反对江青同志，为刘少奇翻案」的罪名判处死刑，报送辽宁省高级人民法院核准。
辽宁省高级人民法院的谢越在1979年接受陈禹山采访时回忆：辽宁省高院军管会把张志新案首先给一处副处长高振忠审。高振忠认为「毛主席指示‘一个不杀，大部不抓’，张志新是动口不动手的，不搞破坏的。在组织会议上，党员在党的会议上发表自己的看法，构成犯罪吗？要判张志新劳改。」他考虑判两年以上有期徒刑，经研究得到认可，誊抄审判意见稿时把刑期改为15年。但是，张志新在关押期间谩骂监狱长，喊「打倒毛泽东」。此事惊动了辽宁省最高负责人、沈阳军区司令员陈锡联，他发话说：「留个活口，当反面教员，不杀为好」。于是改判张志新无期徒刑，投入沈阳监狱强迫劳动改造。
1973年11月16日，监狱组织犯人参加一次批林批孔大会，报告人在批判林彪推行「极右路线」时，此时精神已经失常的张志新突然神智恢復，站起来喊：「中共极右路线的总根子是毛泽东。」 因此被认定「仍然顽固坚持反动立场，在劳改当中又构成重新犯罪」，被提请加刑，判处死刑，立即执行。但因故未馬上執行。
1975年2月26日，中共辽宁省委常委召开扩大会议，再次审批张志新案件。出席这次会议的有毛远新等17人。会上，蔡文林作了《关于现行反革命犯张志新的案情报告》。会议中毛远新发表了他的意见说，「判了无期徒刑，还一直相当反动，看来是死心塌地；服刑期间还那么疯狂，还犯罪，让她多活一天多搞一天反革命，杀了算了。」此話一出導致她死亡。2月27日，辽宁省高级人民法院遵照省委常委扩大会议决定，给辽宁省沈阳市中级人民法院下发文件：「你院报省审批的张志新现行反革命一案，于1975年2月26日经省委批准判处张犯死刑，立即执行。希望遵照执行，并且将执行情况报给我们。」3月6日，监狱有人提出，张志新「是否精神失常」的问题向上级报告。3月19日，上级批示：「洪××同志不考虑，她的假象，本质不变，仍然按省委批示执行。」张志新由于在行刑前经过多日「小号」（一种只能坐，不能躺卧的特小牢笼）以及酷刑的折磨，已经被逼疯，用馒头沾着经血吃，坐在大小便里。

### 处决
1975年4月4日，张志新在受尽酷刑折磨之后，被绑赴沈阳市东陵区大洼刑场执行枪决，終年45岁。在处决前，张的喉管被割断并捂住口鼻以阻止其发声。从陈禹山发布的信息来看，割喉的命令出自毛远新，亦有人提出“毛远新没有相关命令”“并未割喉而是割声带”的意见。

## 身后
一个女管教员目睹惨状旋即昏厥，後因另罪被捕，囚17年。另外一名表达赞同张志新言论的党员被判处有期徒刑18年。

### 平反
1978年10月16日，辽宁省营口市中级人民法院撤销原判，宣告张志新无罪。
1979年3月1日，辽宁省沈阳市中级人民法院发文宣布，“为张志新同志彻底平反昭雪”。3月9日，中共辽宁省委召开常委会，报告张志新案件的复查情况，辽宁省委第一书记任仲夷说：“张志新同志是一个好党员，坚持真理，坚持党性，坚持斗争，宁死不屈。我主张和赞成定为烈士，予以彻底平反昭雪”。3月31日，中共辽宁省委为她平反，并追认为革命烈士 。8月，在第五届全国人大第二次会议上，任仲夷就张志新冤案的专题说：“从张志新被害事件中，人们更加深刻地理解到，没有健全的社会主义民主和社会主义法制，无产阶级专政就会变成法西斯专政。”
随即，中共辽宁省委作出《关于为张志新同志平反昭雪、追认她为革命烈士的决定》，张志新冤案全部平反，告一段落。随后，《辽宁日报》刊布长篇通讯《为真理而斗争》，《人民日报》编辑看完打算转载，遭到胡乔木的抵制，一个月后，胡耀邦作出批示：“张志新就是刘胡兰式的英雄人物，应该刊登”，胡乔木才予以放行。
张志新平反后，安葬在沈阳回龙岗革命公墓，墓碑题词“探求真理，贵在实践，忠骨毁灭，浩气长存”。1979年，上海电视台录制了根据张志新事迹改编的电视剧《永不凋谢的红花》。2019年中国官方将张志新列为“最美奋斗者”之一。

## 言论观点

### 部分言论
再过十几年，有人看我们现在和党的领袖的关系，就像我们现在看以前的人信神信鬼一样可笑，像神话一样不可理解。

无论谁都不能例外，不能把个人凌驾于党之上。

对谁也不能搞个人崇拜。

在社会主义革命和社会主义建设阶段中，毛主席也有错误……

“中国共产党从诞生以来，及在新中国建立初期前的各个历史阶段中，毛主席坚持了正确路线。尤其是，1935年遵义会议以后，树立了毛主席在党内的领导地位，结束了第三次“左”倾路线在党中央的统治，在最危急的关头挽救了党。毛主席在党的历史发展中的丰功伟绩是不容否定的。但我认为，在社会主义革命和社会主义建设阶段中，毛主席也有错误。集中表现于大跃进以来，不能遵照客观规律，在一些问题上超越了客观条件和可能，只强调了不断革命论，而忽视了革命发展阶段论，使得革命和建设出现了问题、缺点和错误。集中反映在三年困难时期的一些问题上，也就是三面红旗的问题上。”
对“三忠于”、跳“忠字舞”，她说：“过去封建社会讲忠，现在搞这个干什么！搞这玩意干什么！再过几十年的人看我们现在和党的领袖的关系，就像我们现在看从前的人信神信鬼一样不可理解。”“无论谁都不能例外，不能把个人凌驾于党之上。”“对谁也不能搞个人崇拜。”

### 著作
《一个共产党员的宣言》入狱一个多月的张志新写的一份万言书。

## 家庭
1950年，张志新在中国人民大学认识曾真，1955年国庆节两人结婚。曾真是陶铸夫人曾志的弟弟。
两人育有2个子女，女儿曾林林毕业于中国人民大学哲学系，儿子曾彤彤毕业于清华大学化学系，儿子女儿都居住在美国明尼苏达州。

### 引用
1. ↑  Ladany, László. [1988] (1988). The Communist Party of China and Marxism, 1921-1985: A Self Portrait. Stanford University, Hoover Institution Press. ISBN 978-0-8179-8621-6
2. 1 2 3 4 5 6 7 8 9 10 11 12 13 14  . 网易.   [2006-03-21]. （原始内容存档于2006-04-08） （中文（中国大陆））.
3. ↑  宋永毅. . 国史出版社. 2018.
4. 1 2 3  . 人民网. （原始内容存档于2016-05-24） （中文（中国大陆））.
5. 1 2 3 4 5 6  . 新浪网.   [2019-09-30]. （原始内容存档于2020-11-09） （中文（中国大陆））.
6. 1 2 3 4  . 北方网.   [2009-07-28]. （原始内容存档于2020-11-09） （中文（中国大陆））.
7. ↑  .   [2023-01-07]. （原始内容存档于2023-01-07）.
8. ↑  李宗陶. . 南方人物周刊.   [2012-09-06]. （原始内容存档于2013-01-22） （中文（中国大陆））.
9. 1 2 3  . 凤凰网.   [2012-08-16]. （原始内容存档于2012-08-16） （中文（中国大陆））.
10. ↑  .   [2008-01-04]. （原始内容存档于2016-04-05）.
11. 1 2  .   [2019-09-30]. （原始内容存档于2019-09-30）.
12. 1 2 3 4 5  . 南方网.   [2002-06-27]. （原始内容存档于2018-03-22） （中文（中国大陆））.
13. 1 2 3 4  苏育英、邬谟侠. . 人民网.   [2011-05-13]. （原始内容存档于2020-05-10） （中文（中国大陆））.
14. ↑  . 苏铁山.   [2023-10-13]. （原始内容存档于2021-01-27） （中文（中国大陆））.
15. ↑  张志新蒙难之后 的存檔，存档日期2007-10-08.，来源：南方网，2004年9月23日。
16. ↑  陈少京，《张志新冤案揭密》，《南方周末》2000年6月16日。
17. ↑  张志新“现行反革命” 毛远新下令“杀了算了” （页面存档备份，存于）
18. ↑  .   [2023-07-29]. （原始内容存档于2023-07-29）.
19. ↑  .   [2012-11-01]. （原始内容存档于2020-11-09）.
20. ↑  . 搜狐.   [2009-09-18]. （原始内容存档于2020-11-09） （中文（中国大陆））.